# Ґергард Гансен
Ґергард Генрік Армауер Гансен (норв. Gerhard Henrik Armauer Hansen; 12 липня 1841, Берген, Норвегія — 12 лютого 1912, Флоре, Норвегія) — норвезький лікар і патолог, відомий відкриттям збудника прокази Mycobacterium leprae.

## Біографія

### Ранні роки, освіта, початок лікарської діяльності
Народився у багатодітній сім'ї, був восьмою дитиною з п'ятнадцяти дітей. Мати Елізабет Конкордія Шрам була з родини майстрів столярної справи, які давно жили у Бергені. Його батько Клаус Гансен був оптовим торговцем, доки у 1848—1851 роках не збанкрутів. Потім він працював касиром у банку.
Навчався у Бергенській кафедральній школі. Він поступив на медичний факультет університету в Осло (тоді Хрістіанія). Йому потрібно було заробляти собі на життя, поки він був студентом. Спочатку він викладав у школі для дівчат, а потім цілий рік працював як помічник прозектора. Тоді він почав викладати анатомію. У наступні роки Гансен зауважив, що протягом цього періоду він не знав ні фізичної, ні психічної втоми, і виявив, що він найкраще працював з шостої до восьмої години ранку. Він закінчив університет з відзнакою в 1866 році, вже тоді зарекомендував себе як винятковий науковий талант. Закінчив стажування в Національній лікарні (норв. Rikshospitalet) в Крістіанії, працював в університетській клініці рідного університету. Потім він працював лікарем риболовецького товариства на Лофотенських островах з населенням близько 6000 жителів.

### Вивчення прокази
У 1868 році Гансен повернувся до рідного міста Бергена. У цей час проказа була ще однією соціальною проблемою в Норвегії, де було зареєстровано близько 3 тисяч пацієнтів, для яких було зарезервовано 800 ліжок. Тільки в Бергені було не менше трьох лепрозоріїв. У Бергені Гансен вступив на службу до госпіталю легеневих хвороб (норв. Lungegaardshospitalet). Незабаром він перейшов на посаду помічника лікаря фонду догляду за хворими на проказу (норв. Pleiestiftelsen spedalske) під керівництво доктора Даніеля Корнеліуса Даніельсена, який разом з К. Боеком у 1847 році опублікував основну фундаментальну роботу «Про проказу». Його дослідження призвели до того, що Берген був визнаний європейським центром дослідження прокази. Даніельсен був головним авторитетом щодо клінічних і патологічних аспектів захворювання, але, як й інші дослідники того часу, вважав хворобу спадковою, він продовжував триматися таких поглядів навіть після відкриття Гансена. Багато лікарів вважали захворювання таким, що виникає через забруднення (міазми). Заперечуючи думку Даніельсона, Гансен на одній з перших своїх зустрічей оголосив про свої погляди і, таким чином, вступив у професійний, але в жодному разі не в особистий конфлікт зі своїм начальником. Гансен запідозрив на підставі епідеміологічних досліджень, що проказа була інфекційною хворобою, яку спричинював ще невідкритий збудник. Він був переконаний, що бактерія переносить хворобу від людини до людини; сміливі припущення в той час, коли концепція зараження була ще погано зрозумілою, і ніхто ще не показав, що бактерії можуть спричинити захворювання людей.
Гансен, часто з Данієльсоном, виїжджав до окремих садиб і господарств, де часто у відлюдності жили хворі на проказу. Той факт, що число нових випадків прокази зменшувалося, Гансен оцінював як підтвердження його теорії та ефективності заходів, спрямованих проти зараження. Його співпраця з Даніельсоном тривала, і Гансен зумів розпочати свої експериментальні дослідження. У своїй першій роботі 1869 року, яка була опублікована норвезькою мовою тільки в 1871 році, Гансен серед іншого описував зміни в лімфоїдній тканині. Він застосував для описання цих змін термін «infectionsstoff» («інфекційна речовина»). Проте він не розумів, що він відкрив. Його погане обладнання ускладнювало його роботу, і він не вдався до спроби культивувати та пофарбувати виявлену ним інфекційну речовину.
У 1870 році Гансен отримав грант, якій дав йому можливість поїхати до Бонну, а потім до Відню для підвищення кваліфікації з гістопатології. Після повернення до Бергена в 1871 році, використовуючи примітивні методи фарбування та працюючи з біопсійними зразками у пацієнтів із проказою, Гансен продовжував інтенсивні дослідження за допомогою мікроскопії. Він шукав збудника прокази, використовуючи зразки біопсії, взяті від пацієнтів. Тоді він написав:
|  | У той час... Вже кілька годин я сидів невтомно, зосередивши увагу на мікроскопі з великим збільшенням... Одного разу я був окриленим, я відкрив бактерії, але на наступний день величезна впевненість пропала, і я знову повернувся туди, де я почав... Нарешті, однак, я зробив перший запис результатів мого дослідження. |

У 1873 році він оголосив про відкриття збудників у лепрозних шкірних вогнищах усіх хворих, хоча він не назвав їх бактеріями та його відкриття тоді мало хто оцінив. Він буквально записав наступне:
|  | Незважаючи на те, що не вдалося виявити ніякої різниці між цими тільцями та справжніми бактеріями, я не ризикнув оголосити їх ідентичними. |

До 1879 року він, використовуючи поліпшені методи фарбування, мав змогу показати велику кількість кокоподібних бактерій, які він оголосив збудниками прокази, і тим самим став першим дослідником, який припустив, що мікроорганізми можуть спричинити захворювання людини. Зокрема збудник туберкульозу не був виявлений аж до 1882 року.

### Конфлікт пріоритету
На початку 1879 року Гансена відвідав 24-річний німецький бактеріолог Альберт Нейссер, який їздив до Норвегії з метою вивчення місцевої прокази. Гансен поділився з ним своїми методиками вивчення лепрозних вузлів. Нейссер у результаті зміг взяти матеріал від щонайменше 100 хворих. Під час зворотного шляху до Німеччини ймовірно Нейссер забруднив матеріал, адже провівши швидко у своїй лабораторії мікроскопічні дослідження він описав збудників як палички, що заперечувало результати Гансена. На відміну від нього Нейссер швидко опублікував свої отримані результати. У той же час, у Бергені, Гансен, за допомогою нових методів, зміг верифікувати свої ранні висновки. Але у наступному 1881 році Нейссер опублікував статтю «Weitere Beiträge zur Aetiologie der Lepra» в часопису «Архів Вірхова», в якій він заявив про пріоритет у відкритті збудника лепри і намагався дискредитувати Гансена. Немає ніяких сумнівів у тому, що Нейссер мав намір викрасти відкриття Гансена, і, можливо, це йому вдалося.
Проте норвезька медична спільнота відреагувала на поведінку Нейссера обуренням, особливо в тому, що незабаром було використане неправомірне поняття бактерія Нейссера для означення збудника прокази. Заохочений своїми колегами, Гансен захистив свою позицію, хоча і не вступив у пряму полеміку. Натомість він підсумував свої висновки з початку 1870-х років і опублікував їх норвезькою, німецькою, англійською та французькою мовами. Він охарактеризував візит Нейссера до Бергена і твердо заявив, що викладає ці відомості аби зберегти свій пріоритет.
Конфлікт виявився довговічним, аж до конгресу лепрологів у Берліні, де Гансена було офіційно визнано справжнім першовідкривачем збудника прокази. Зрозуміло, однак, що, хоча Гансен вперше виявив бактерії, Нейссер першим визначив їх як етіологічного агента хвороби.
Гансен не зміг заразити тварин (кролів), щоб отримати від них чисту культуру збудників. Лише через багато років стало зрозумілим, що отримати збудника прокази можливо лише при зараженні американських броненосців і то особливим способом — у подушечки лап. Від відчаю він прищепив під кон'юнктиву жінки, яка хворіла на проказу з ураженням нервової системи і не мала лепрозних вузлів, матеріал взятий від іншого хворого. Згоди жінки він на це не отримав. Та поскаржилася, що це було боляче і звернулася до окуліста, який розцінив ураження, як пошкодження кон'юнктиви. Жінка звернулася до Бергенського суду, який почав 31 травня 1880 року розгляд судової справи. Суд визнав його винним. Гансен мав сплатити судові витрати і був знятий з посади лікаря-резидента фонду догляду за хворими на проказу в Бергені наприкінці травня 1880 року. Після судового розгляду Гансен не зробив нових суттєвих внесків у дослідження прокази.

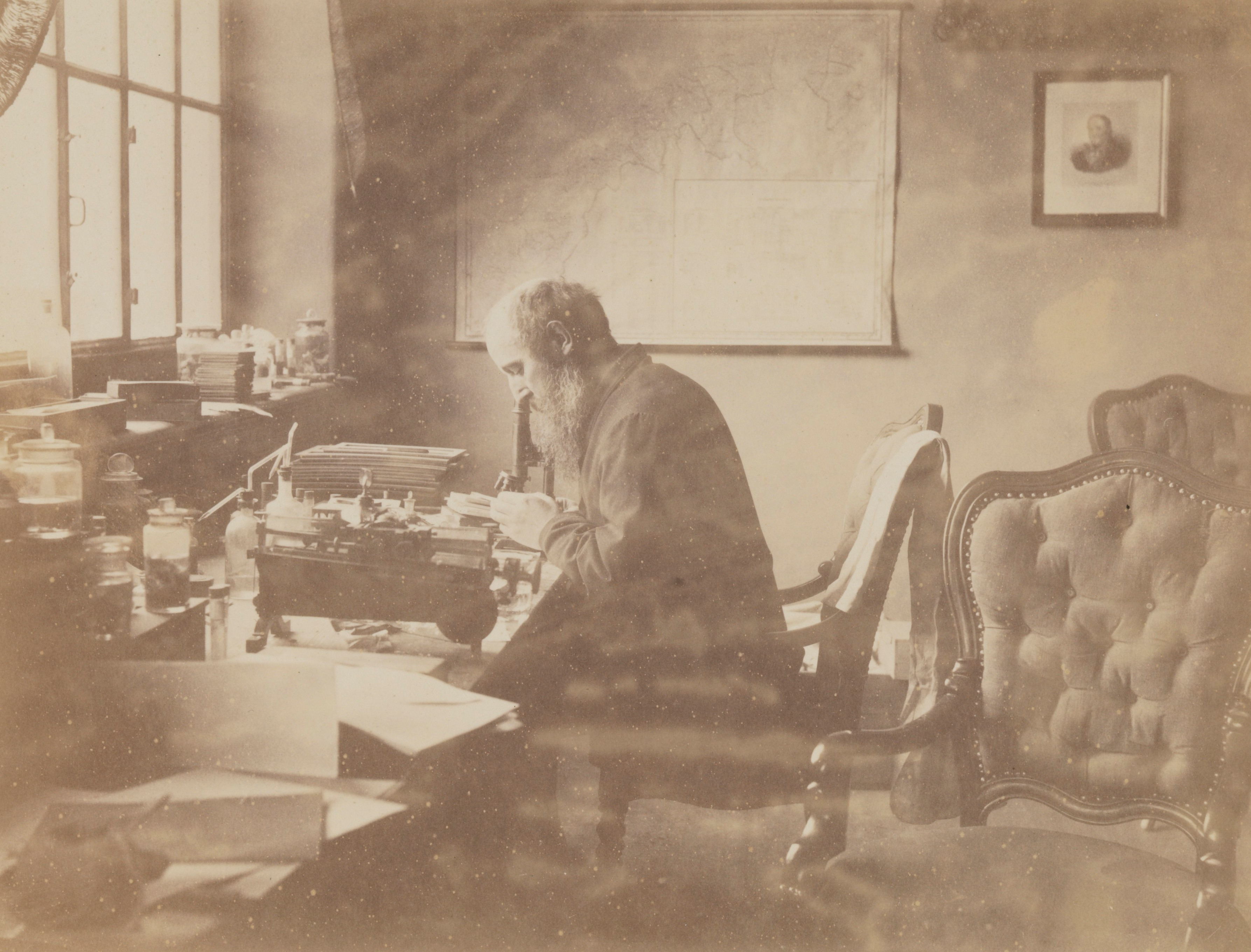
Гансен за роботою

### Успіх боротьби з проказою в Норвегії
Вирок Гансена був менш серйозним, ніж це може здатися, оскільки йому дозволили зберегти своє становище як ведучого лікаря-лепролога для всієї Норвегії, яку він обіймав від 1875 року аж до його смерті. Таким чином, він міг здійснити зміни в методах контролю за проказою в країні — зміни, які були необхідні для втілення у практику його гіпотези щодо етіології захворювання. Норвезький закон про проказу 1877 року та змінений акт 1885 року були плодами його невтомної роботи. Відповідно до цих законів органи охорони здоров'я могли б дозволяти прокаженим, щоб вони жили у запобіжній ізоляції від своїх сімей, тому що подальші дослідження показали, що проказа є сімейною бідою. Застосування закону призвело до швидкого і стійкого зниження захворюваності в Норвегії. У 1875 році в Норвегії було зареєстровано 1772 випадки прокази; до початку ХХ століття їх налічувалося 577. Останній спалах у Норвегії був у 1950-х роках. Протягом останніх п'яти років ХХ століття в іммігрантів з інших районів світу було зареєстровано чотири випадки.

### Суспільна і загальномедична діяльність
Гансен захопився ідеями Чарлза Дарвіна, підтримував його теорію, багато виступав з лекціями, присвяченими цій проблемі, писав науково-популярні статті про це. У дарвіновському вченні Гансен відкрив для себе науковий ідеал, зокрема, в його методології безпристрасного спостереження. У 1886 році Гансен опублікував книгу про дарвінізм норвезькою. Усією цією діяльністю він викликав конфлікт з консервативними прошарками суспільства і норвезьким духовенством, тим більше, що ніколи не був схильним до спокійного і гнучкого ведення суперечок. Він вів активне суспільне життя, вважав, що різні верства населення мають отримувати широку медичну інформацію, через що він писав багато науково-популярних статей медичного спрямування, виступав з лекціями, брав участь у Медичному товаристві Бергена, заснував медичний часопис «Medicinsk Revue» (перейменовано надалі в «Nordisk Medicin») і був багато років одним з його редакторів. Гансен був директором Бергенського музею, багато років працював у Товаристві поліпшення рибальства Норвегії.
Гансен був людиною з широкими поглядами на суспільство, вважав необхідним всюди, де був, поширювати інформацію про свою країну, яку вважав такою, що «знаходиться за межами світу». Любив класичну музику, товаришував з Едвардом Грігом. Був войовничим атеїстом, противником церкви, разом з тим його визнавали як позбавленого снобістських манер і особистих амбіцій, приємного та люб'язного співрозмовника, якщо це не стосувалося його наукових поглядів чи світорозуміння. Він підтримував загалом соціал-демократичні ідеї. У той же час він надзвичайно критично ставився до емансипації жінок, гіперболізуючи роль чоловіків, заснованої на їх переважній фізичній і психічній здатності, і тим самим сумнівалась, чи підходять жінки для того, щоб стати лікарями.
Гансен вважав. що в його житті були дві найважливіші наукові події — це відкриття Луї Пастером важливості мікробів та теорію еволюції Дарвіна.

### Останні роки
Лише його сім'я знала про те, що Гансен хворів на сифіліс, заразившися від швачки в Крістіанії у 1860-х роках будучи ще студентом. У 1877 році у нього відбувся інсульт, який, можливо, був спровокований цим захворюванням. Гансен зазнав перших симптомів серцево-судинних захворювань ще в 1900 році. У наступні роки він зазнав декілька серйозних серцевих нападів, які обмежували його рухливість і змусили протягом тривалого періоду часу перебувати в ліжку. Проте він продовжував подорожувати по країні в офіційних інспекційних турах. У лютому 1912 року він здійснив таку поїздку до риболовецьких районів на північ від Бергена. У Флоро, маленькому містечку на західному узбережжі, його запросили залишитися на ніч в будинку одного, і саме там він помер 12 лютого 1912 року офіційно від інфаркту міокарда. Похований за державний рахунок, церемонія відбулася у залі музею Бергена, який він очолював.

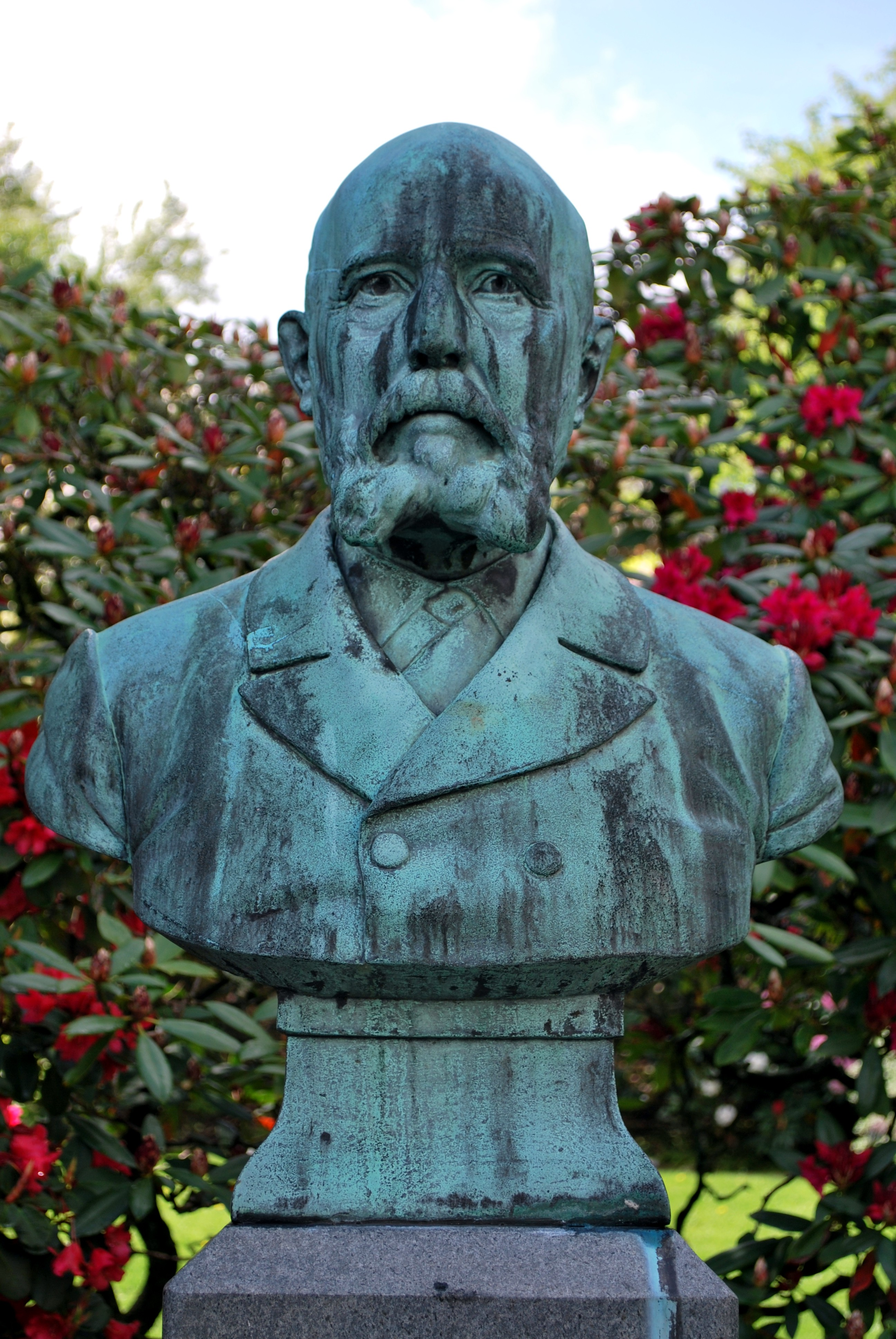
Бюст Гансена на території Бергенського університету

## Визнання
Гансен був президентом секції дерматології та сифілісу на Міжнародному медичному конгресі в Копенгагені в 1884 році. У 1892 році його нагородили орденом Святого Олафа за його науковий внесок. У 1894 році він став доктором honoris causa в Копенгагенському університеті. У 1897 році його обрано почесним головою першої міжнародної конференції з прокази, яка відбулася в Берліні, і був президентом другої такої конференції, яка відбулася теж у Берліні в 1909 році. Він був почесним головою Міжнародного комітету з прокази, дійсним чи почесним членом численних наукових товариств. У 1900 році завдяки грошовим внескам членів комітету скульптор Джон Вісдаль зробив бюст Гансена, який після гучної церемонії було встановлено на території університету Бергена. За визнання наукових і адміністративних здобутків Гансен у 1901 році отримав від Норвезького парламенту підвищення заробітної плати, що відповідало професору найвищого ступеня.
Тричі Гансен був номінований на Нобелівську премію 1903, 1908 та 1911 року.

## Сім'я
Вперше він одружився з дочкою Данієля Даніельсона Стефані Марі, але вона, як і її 3 сестри, швидко померла від туберкульозу. Вдруге він одружився з удовою Йоганною Маргрете Тідеменд, яка вже мала двох дітей. Вона народила від нього сина, якого назвали Данієлем Корнелієм Армауером. Він вивчився на лікаря-фтизіатра і надалі керував туберкульозною лікарнею в Бергені.